# Konstántin Sómov
Konstántin Andréievich Sómov (en ruso Константин Андреевич Сомов) (San Petersburgo, 30 de noviembre de 1869 - París, 6 de mayo de 1939) fue un pintor simbolista ruso. 

## Vida y obra
Su padre era historiador del arte y conservador en el Museo del Hermitage, lo que le llevó a interesarse desde muy joven en el arte y la música del siglo XVIII. Entre 1888 y 1897 estudió pintura en la Academia Imperial de las Artes y frecuentó durante tres años el taller de Iliá Repin. Se aficionó particularmente al arte Rococó, al estilo de Fragonard y Watteau, prefiriendo la pintura al gouache. Durante sus estudios, estuvo unido a Alexandre Benois, Serguéi Diáguilev y Léon Bakst, y se fue con ellos a París en 1897. Allí Sómov frecuentó los talleres de Whistler y de la Académie Colarossi. A su vuelta a Rusia, contribuyó con sus ilustraciones a la revista Mir iskusstva («El mundo del arte») que habían fundado sus tres compañeros en 1899. Sómov, al igual que muchos de los colaboradores de la revista, era homosexual.
Durante la década de 1910, Sómov ilustró las obras de Aleksandr Blok y produjo una serie de personajes de la commedia dell'arte. Sus pinturas fueron expuestas en Francia, en el Salón de otoño de 1906, y en Alemania, donde se publicó la primera monografía dedicada a su trabajo en 1907. En 1913 se lo nombró miembro de la Academia Imperial y fue nombrado profesor de la Escuela de Bellas Artes de San Petersburgo en 1918.
En 1923 emigró a las Estados Unidos, pero no permaneció más que un año en el país, país que declaró incompatible con su temperamento artístico. Se instaló en París, donde ilustró, entre otros, las novelas Manon Lescaut y Dafnis y Cloe y los poemas de Pushkin. 
Hacia el final de su vida pintó sobre todo retratos. A su muerte en 1939, fue enterrado en el cementerio de Sainte-Geneviève-des-Bois.
La pintura de Sómov ganó en popularidad a principios del siglo XXI y su valor en el mercado de arte ha crecido en consecuencia.

## Galería

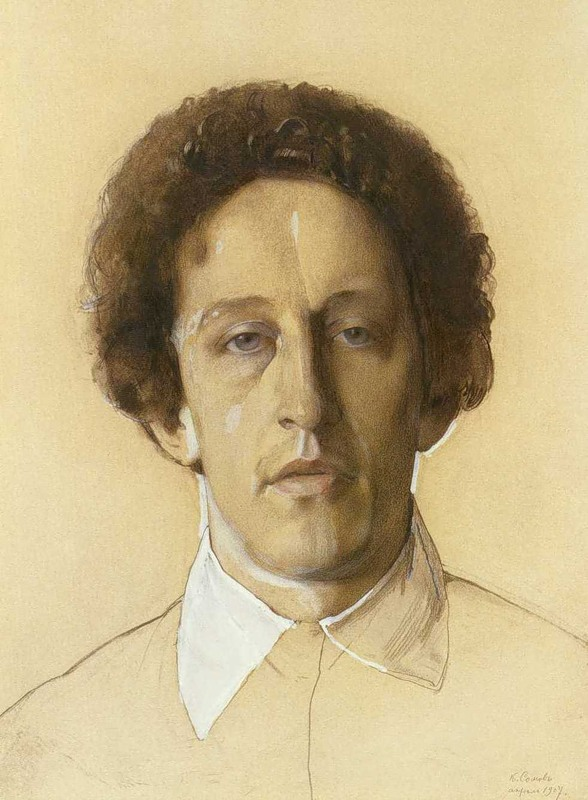
Retrato de Aleksandr Blok (1907)
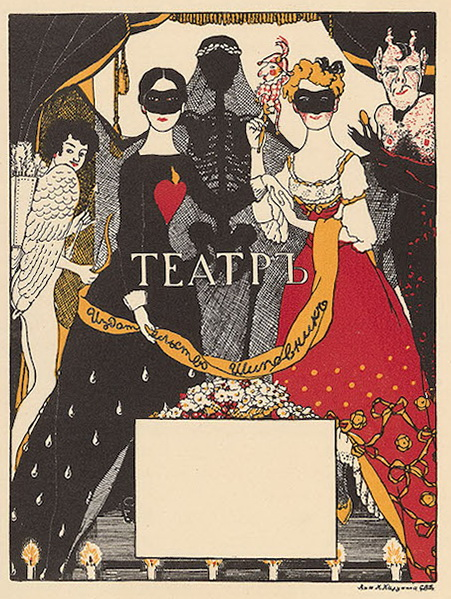
Portada para el Teatro de Aleksandr Blok (1907)
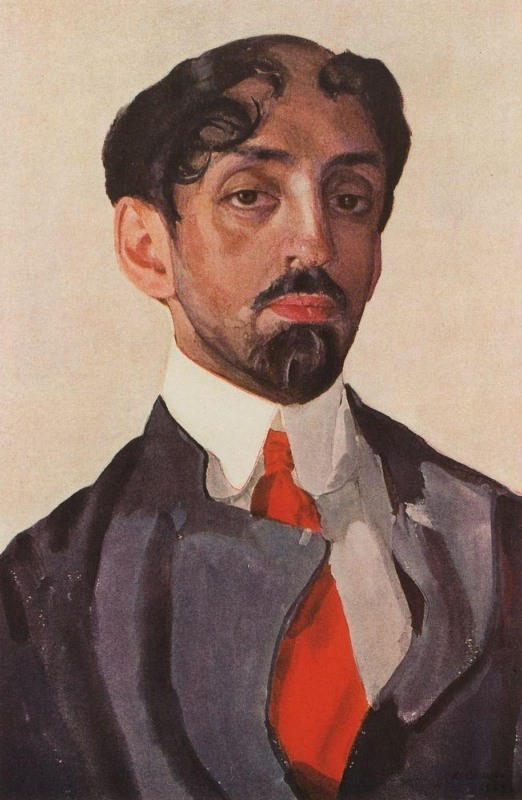
Mijaíl Kuzmín (1909)
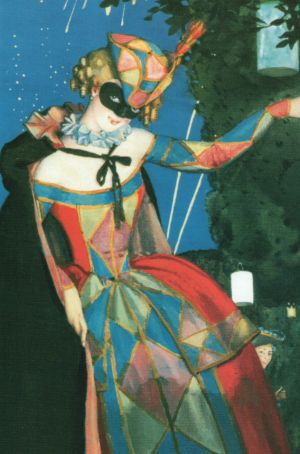
La Petite Langue de Colombine (1915)